# نقش تل القاضي

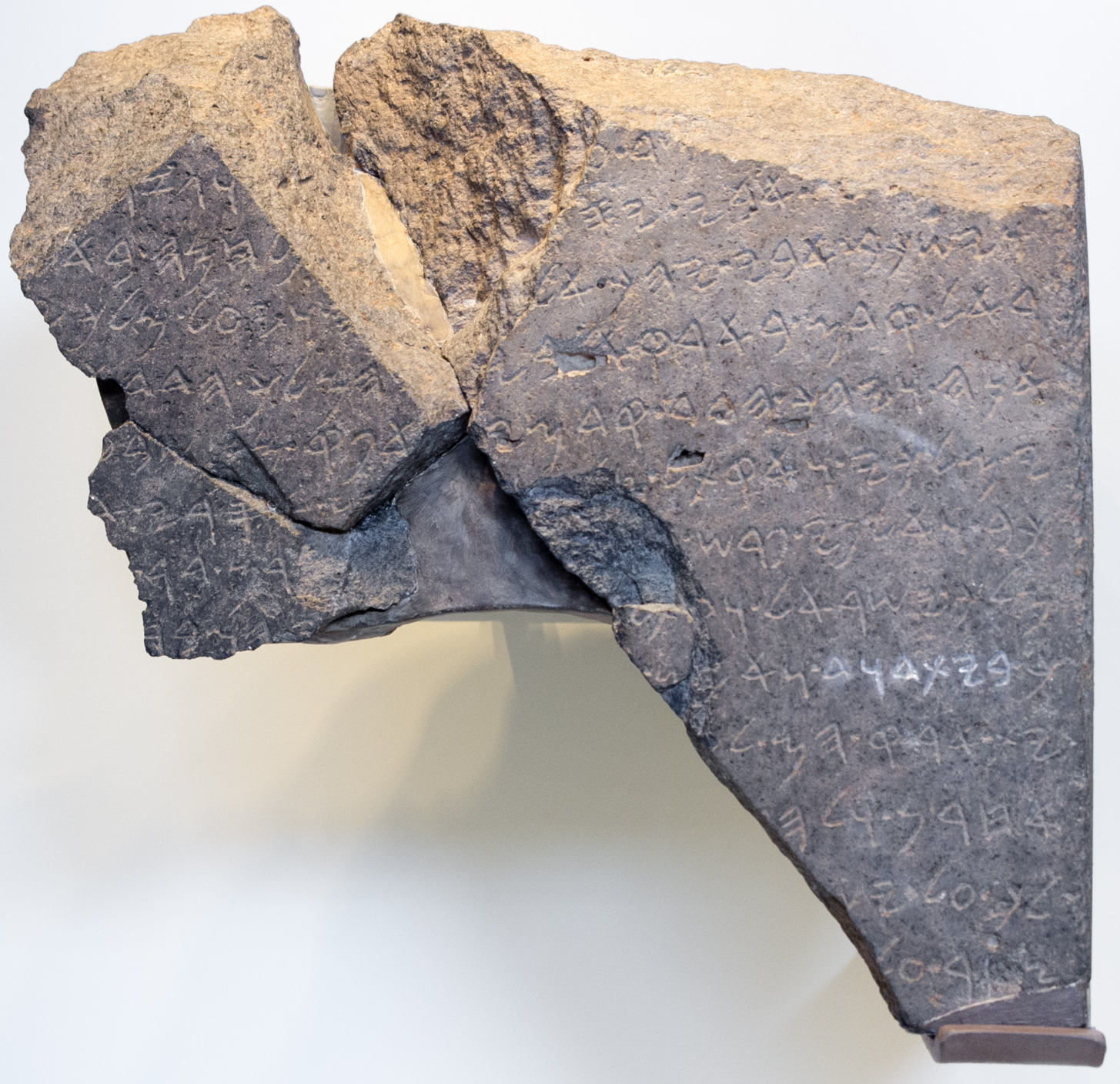
النقش معروض في متحف إسرائيل "بيت دايفيد" مُبين بالطباشير.

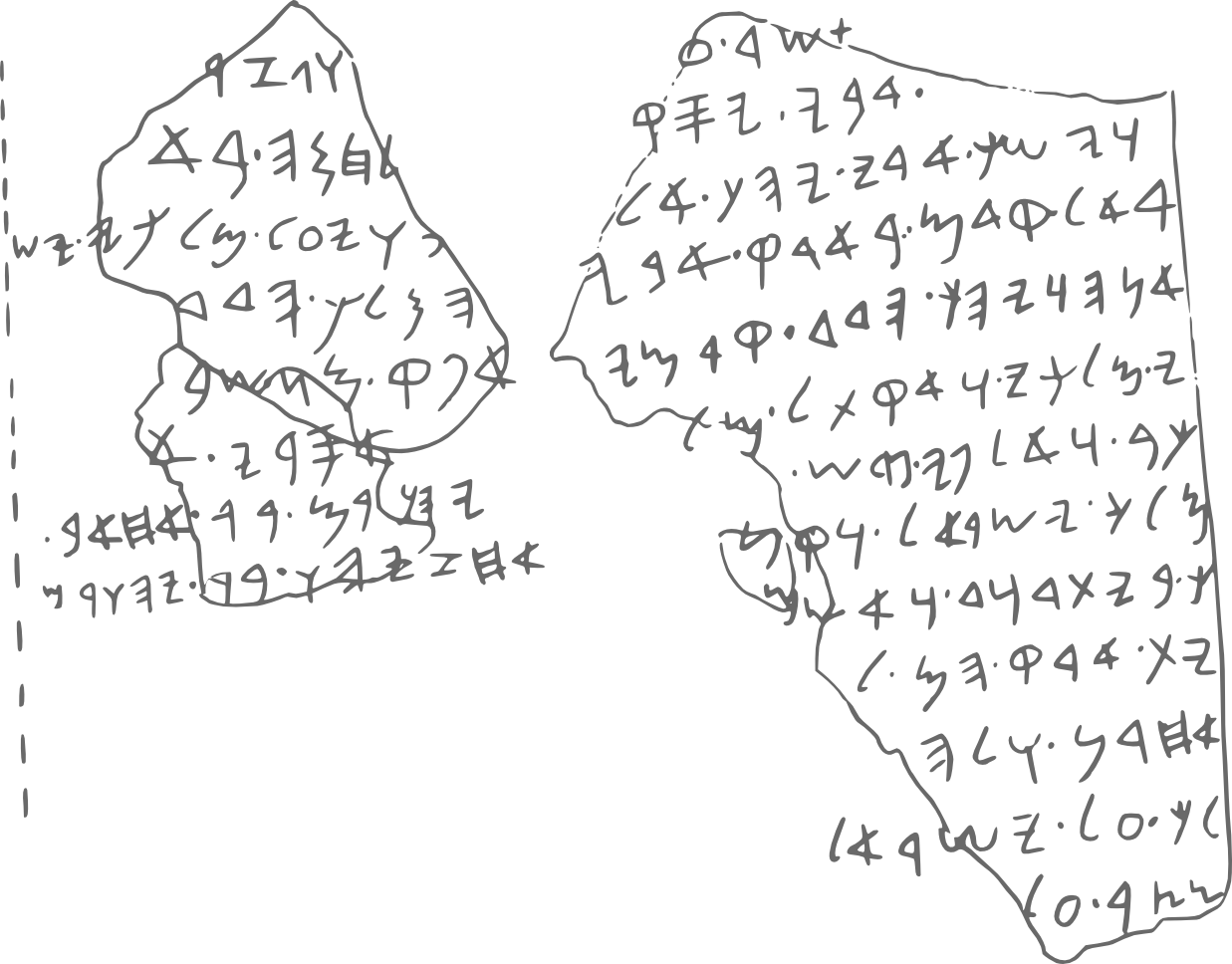
نقش تل القاضي

نقش تل القاضي هو نصب آرامي مكتوب باللغة الآرامية القديمة من خلال استعمال الأبجدية الفينيقية، وقد تم تأريخه ما بين القرن الـ 9 قبل الميلاد  والقرن الـ 8 قبل الميلاد، حيث وُضع في مدخل المدينة القديمة دان (تل دان- بيت القاضي) شمال سهل الحولة.
تم اكتشاف النقش عن طريق بعثة التنقيب في تل القاضي برئاسة ابراهام بيران رئيس معهد جليك للبحث الأثري عام 1993- 1994. تم اكتشاف الجزء الأول من النقش عام 1993 بواسطة جيلا كوك، وقد أثارت الحملة الاستكشافية لحملة التنقب اهتمامًا كبيرًا. في عام 1994 تم الكشف مجددًا عن كسرين من النقش في رصف عند مدخل الطريق. وقد تم إرسال النقش عن طريق هيئة الآثار الإسرائيلية للعرض في متحف إسرائيل، وهو معروض في الجناح الأثري في المتحف.
النقش الذي يُؤرخ في فترة العصر الحديدي الثاني، هو الدليل الأثري الوحيد من خارج التوراه الأكثر أهمية، والذي يذكر سلالة داود- بيت داود.

## دراسة النقش
شكك الكثير من الاختصاصين في صحة هذه النقوش أثرياً، من مثل (G. Garbini) و (F. H. Cryer) و (N. P. Lemche). وخصوصاً بعد افتضاح أمر «نقش يواش» (أو يهوآش) المزور، والغريب أن هذه الكتابات لا تفيد إلا في تأكيد تاريخية «بيت داود»! أما الروايات التانخية المتناقضة حول مملكة آرام دمشق فلم تفيد الكتابات في استجلائها.

## صاحب النقش
1. حسب قراءة واستبناء (A. Biran) و (J. Naveh) فإن صاحب النص هو «حزه إل» ملك دمشق الذي خلّد انتصاره حسب الرواية التناخية على «يورام بن آحاب» ملك «يسرإل» و«احزيا بن يورم» ملك «يهوده».
2. حسب (J. W. Wesselius) فإن صاحب النص هو «يهوا» ملك «يسرإل» الذي استولى على المُلك من «يورم» آخر ملوك أسرة «عُمري».
3. حسب (Gershon Gali) صاحب النص هو ملك دمشق «بن هدد بن حزه إل»

## خلفية كتابته
النقش عبارة عن نُصب انتصار آرامي، والذي أقامه أحد ملوك آرام دمشق في أعقاب انتصاره على مملكة إسرائيل. ويذكر النقش يورام بن آحاب ملك إسرائيل وكذلك على ما يبدو احزيا بن يورام ملك يهودا، والذي يسمى كما يبدو في النقش«{ملـ}ـك بيت داود».
يُعرف أولئك الملوك جيدًا من خلال سفر الملوك الثاني ويُنسب مقتلهم لياهو بن يهوشفاط وفقًا لهذه الآراء، يمكن افتراض أن الملك الذي كان النقش على شرفه  كان حزائيل ملك آرام دمشق חזאל מלך ארם דמשק: والذي تقابل فترة حكمه فترة حكم آحاب وأحزيا بن يورام.
بالإضافة لوصف الحرب بين آرام وإسرائيل، فإن القطع التي بقيت تشير إلى أعمال ومؤامرات أخرى للملك الآرامي. وفي النقش يتفاخر الملك بقتل «سبعون ملكًا- שבעין מלכין» ولذلك يمكن افتراض اقامتها للإشارة إلى أعمال مملكته، في تشابه مع نقش ميشع الموآبي. 
وقد تناثرت شظايا النقش على أرضية البوابة، وكان ذلك في إطار عمل رمزي كما يبدو، وذلك أن سكان دان، بعد إقامته، كانوا يمشون على النقش الذي يخلد خرابها عند دخولهم وخروجهم من المدينة.

## نقحرةالنقش
1. [......................] م ر.ع[..............] وگ ز[ر.......]
2. [...............] ا ب ي.ي س[................م] ل ح م هـ. ب ا [.....]
3. وي ش ك ب.ا ب ي.ي هـ ك.ا ل[.....................] [هـ] و. ي ع ل.م ل ك[ي...]
4. ر ا ل. ق د م. ب ا ر ق[.ا ب ي][.....] هـ م ل ك. هـ د د[..........]
5. ا ن هـ. وي هـ ك. هـ د د. ق د م[ي][ . . ] ا ف ق. م [ . . ] ب [ . . ..]
6. ي.م ل ك ي. وا ق ت ل.[م ل.........][ .. ن. ..ا ] س ي. ا [....]
7. ك ب.و ا ل ف ي. ف ر ش.[...............................] ر م. ب ر.[.....]
8. م ل ك. ي س ر ا ل. و[ق ت......................] [ي]هـ و.ب ر[...........]
9. ك.ب ي ت د ود. وا [ ش م.............................................]
10. ي ت. ا ر ق.هـ م. ل[....................................................]
11. ا ح ر ن. ول هـ [......................................................]
12. ل ك. ع ل. ي[ش...........................................................]
13. [م]ص ر. ع ل[................................................................]

## ترجمة النقش
1. [......................] مر.عـ[..............] وقطعتُ [.......]
2. [...............] أبي.يسـ[................] ملّحمة بالـ[.....]
3. ومات.أبي. مضى.إلى[.....................] وقام ملك[يـ...]
4. رءل. حلّ. بأرض[.أبي...................] الملك هدد [...]
5. أنا. ويمضي. هدد. قدامـ[ـي. . . . . . . ] سرتُ مـ[ـن...]
6. ـي. ملكي. واقتل.[ملـ...................... ] أسرى[.........]
7. ـكب.و ألفي. فارس.[......................] رم بن[........]
8. ملك. يسرءل. و[قتـ.....................يـ]ـهو بن[..........]
9. ك. بيت دود. وا[ شم..........................................]
10. يت. أرضهم. لـ[...........................................]
11. آخر. ولهـ [..................................................]
12. لك. على . يـ[شـ............................................]
13. حصار. على[.................................................]

## النقش و «بيت داود»
ترجع الأهمية الأساسية للنقش في البحث الأثري إلى الإشارة في هذا النقش لـ «بيت داود». ويُعد النقش الدليل الأثري الأكثر أهمية والمستند الوحيد الذي يعود تأريخه لعصر الحديد والذي يُذكر فيه بيت داود. كذلك يجب الإشارة إلى أنه كان شائعًا وصف الملوك وفقًا لرأس السلالة الملكية، كما جاء في النقش.
في الجدل التاريخي المتعلق بجوهر وجود ملك إسرائيل باسم داود، ومملكة إسرائيل الموحدة وإمكانية الاستناد إلى القصة المقرائية كوثيقة تاريخية، يستخدم النقش حجة مهمة لصالح الذين يميلون لوجود الثلاثة محددات المذكورة آنفًا. وإذا كان هناك من حاولوا في البداية للدعوة لرفض ذكر داود في النقش، واقترحوا قراءة السطر كـ «بيت دود» (أي «بيت المودود»)، أو على أنه اسم مكان باسم «بيت دود» (على وزن «بيت لحم»، «بيت ايل») وليس كاسم سلالة، غير أن معظم الباحثين يوافقون الآن أن اسم داود قد ذُكر بالفعل، وأن حاكمًا بهذا الاسم كان موجودًا كما يبدو. ولايزال الجدل حول مدى وقوة مملكة داود قائمًا.

## وصلات خارجية
- bibleage bibleage.com (بالإنجليزية)
- The Tel Dan Inscription (بالإنجليزية)